# IV. Thotmesz
IV. Thotmesz (uralkodói nevén Menheperuré, ur.: kb. i. e. 1401 – i. e. 1391) az ókori egyiptomi XVIII. dinasztia nyolcadik fáraója. Egy sztéléje felirata alapján maga a Napisten választotta ki őt II. Amenhotep számos fia közül fáraónak, jutalmul, amiért kiszabadította a nagy szfinxet a rárakódott homok alól. A már ekkor is több mint ezer éves szfinx e kiásása tekintik a történelem első régészeti feltárásának.
Mindössze tíz évig uralkodott. Uralkodása alatt megszilárdult a korábbi ellenféllel, Mitannival létrejött béke, tovább épült a hatalmas karnaki templomegyüttes, ugyanakkor megjelentek az első jelei a fia, III. Amenhotep alatt egyre erősödő napkultusznak, amely Thotmesz unokája, Ehnaton alatt érte el csúcspontját. Thotmesz halotti temploma olyan későbbi építményeknek szolgált mintául, mint a luxori templom vagy III. Amenhotep halotti temploma. Sírja, a Királyok völgye 43 jó állapotban maradt fent.

## Családi háttere
II. Amenhotep fáraó és Tiaa fia volt. Amenhotepnek számos gyermeke volt, de úgy tűnik, egyiket sem választotta utódjául, mert sem trónörökössé, sem társuralkodóvá nem jelölte ki egyiküket sem. Valószínű, hogy a hercegek közt viszálykodás zajlott, de ennek kevés nyoma maradt fenn, köztük figyelemre méltó, hogy emlékműveiket, melyeket apjuknak a Szfinx közelében álló templomában állíttattak fel, összetörve találták meg, rajtuk az írásokat kivésték.

### Az Álom-sztélé
Thotmesz trónra kerüléséről az általa állíttatott ún. Álom-sztélé számol be, melyet a gízai nagy szfinx lába előtt állíttatott. A rávésett szöveg szerint az arra járó Thotmesz herceg megpihent a szfinx árnyékában, és elaludt. Álmában megjelent neki a Napisten – az Újbirodalom idején az ő szobrának tekintették a Szfinxet, és II. Amenhotep is új templomot emeltetett neki a közelben –, és megkérte, szabadítsa ki a sivatag homokjából, mely egyre inkább maga alá temette; cserébe királlyá teszi. Thotmesz kiásatta a homokból a szobrot és védőfallal vette körül. A szfinx megtartotta ígéretét: Thotmesz Egyiptom fáraója lett.
| „ | És Khepri nagy erejű és méltóságban hatalmas nagy szobra ott feküdt ezen a helyen, és Ré árnyéka rajta nyugodott. A Hut-Ka-Ptah birtoka és a környező városok eljöttek hozzá és karjukat felemelték az ő tiszteletére és számos áldozatot hoztak az ő Kája számára. És ezen napok egyikén történt, hogy Thotmesz herceg eljött a nap közepén, és leült a nagy isten árnyékában. Az álom elragadta őt, egy álom, amikor a nap a zeniten volt, és ez a nemes isten szólott hozzá saját szájával szavakat, mint (amilyeneket) atya intéz fiához, mondva: én atyád vagyok, Harmakhis-Khepri-Atum, és neked adom a Föld királyságát az élők előtt. Viseled majd a Fehér Koronát és a Vörös Koronát Geb trónusán, trónörökös! Tied lesz a Föld hosszában és széltében, amelyet a Mindenek Urának a Szeme megvilágít (…)! Az én arcom a te arcod, az én szívem a tied, miképpen te az én védelmezőm vagy, mivel (jelenlegi) állapotomban szükségem van segítségre! Minden tagom mintha le lenne vágva, mivel a sivatagnak, melyben fekszem, homokja elért engem. Tehát fuss hozzám és tedd azt amit kívánok, tudva, hogy te az én gyermekem és védelmezőm vagy! Jöjj el hát, és én veled leszek és vezetőd leszek! | ” |
|   | |   |

## Uralkodása

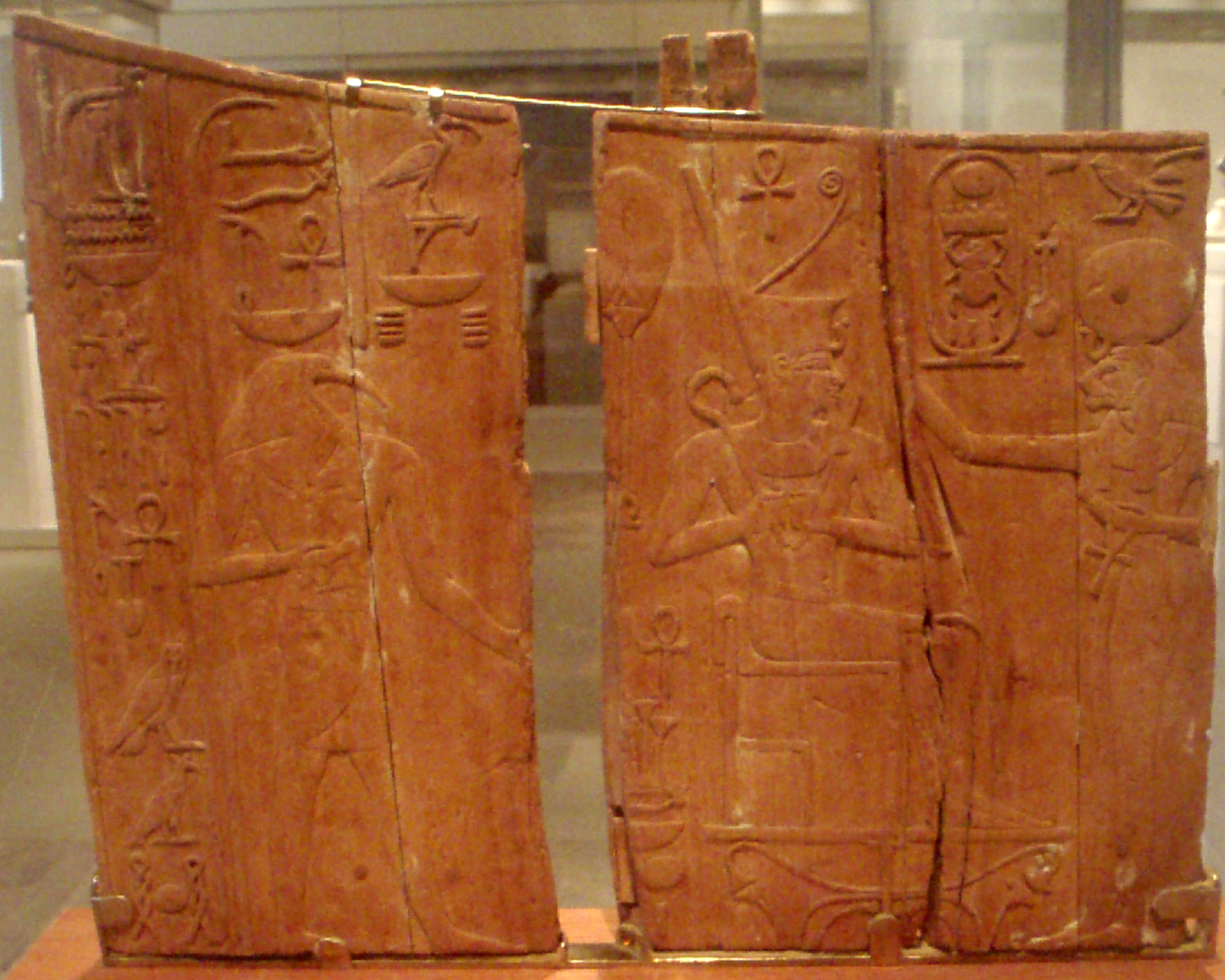
Thotmesz egy cédrusfa székének oldallapja, rajta a fáraó és Weret istennő

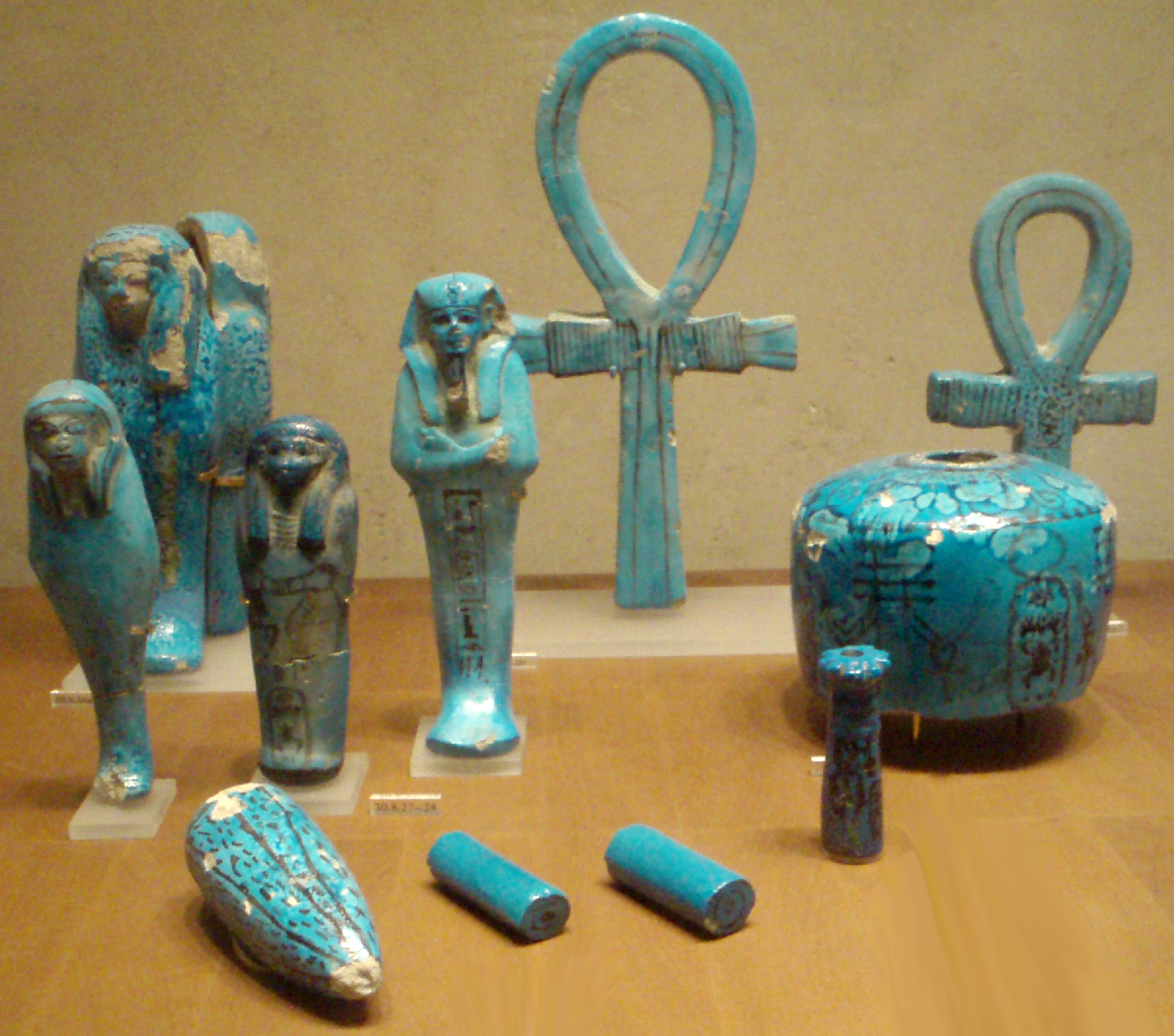
Tárgyak Thotmesz sírjából

Az Álom-sztélé jelentősége valójában nem abban áll, hogy dokumentálja, hogyan került hatalomra Thotmesz – hiszen ennek tényleges folyamatáról nem számol be –, hanem abban, hogy a fáraó kinevezésének jogkörét kiveszi a befolyásos thébai Ámon-papság kezéből, és a napisten kezébe helyezi. Ez az első fontos jel, ami a Thotmesz és fia, III. Amenhotep uralkodása alatt egyre jelentősebbé váló, majd Ehnaton uralma alatt kicsúcsosodó napkultusz növekvő fontosságára mutat.
Thotmesz uralkodásának hosszáról megoszlanak a vélemények. Manethón 9 év 8 hónapról tesz említést, a chicagói Oriental Institute tudósai azonban felvetették, hogy mivel a fáraó megünnepelt két szed-ünnepet is, uralkodásának legalább 32-33 évig kellett tartania. Kétséges bizonyítékként felmerül még egy núbiai felirat, mely egy fáraó 20. uralkodási évéről tesz említést, a felirat azonban annyira károsodott, hogy nem lehet eldönteni, Menheperré vagy Menheperuré fáraóról van szó. A Menheperuré IV. Thotmesz uralkodói neve, a Menheperré azonban nagyapjáé, III. Thotmeszé, aki biztosan tovább uralkodott, mint húsz év, így nagyon is elképzelhető, hogy őrá vonatkozik a felirat.
A Thotmesz több évtizedes uralkodásáról szóló elméletnek ellentmond, hogy a 8. uralkodási évre datált konosszói sztéléje a legkésőbbi, amin fennmaradt kétségkívül őrá vonatkozó uralkodási dátum; ez időpont utánról egy építménye sem maradt fenn. Még erősebb bizonyíték, hogy az ebből a korból fennmaradt sírok tulajdonosai közül legalább három nemcsak Thotmesz uralkodása alatt szolgált, hanem még apja alatt is és később III. Amenhotep idején is, és amennyiben IV. Thotmesz uralkodása harminc évnél tovább tartott, ezen hivatalnokok életkorának jelentősen meg kellett haladnia a korabeli átlagéletkort. Valószínűbb tehát, hogy a fáraó uralkodása 9-10 évig tartott, és a szed-ünnep ábrázolásait, melyek ebből az időből fennmaradtak, II. Amenhotep szed-ünnepe ábrázolásainak szánták, majd mikor ő meghalt, utódja nevével cserélték fel nevét.

### Külpolitikája
A korábbi nagy ellenséggel, Mitannival erre az időre békés viszony alakult ki, és kétségkívül Egyiptom volt a domináns hatalom kettejük közül. Thotmesz a békét azzal is megerősítette, hogy feleségül vette Artatama király lányát. Nebamon zászlóvivő sírjában az egyik jelenet mutatja Naharin (Mitanni) uralkodóját, amint a fáraó előtt hódol. A jelenetben hadifoglyokat is ábrázolnak, ami ebben az időben már ritka volt. A hadifoglyokat az egyiptomi és mitanni fennhatóság ellen lázadozó városállamok elleni megtorló csapás során ejtették.
A karnaki templomban egy szobron dedikációs felirat említ egy várost, mely ellen Thotmesz győztes hadjáratot viselt. A város nem pontosan azonosítható, Szidónról vagy Katnáról lehet szó. Mindkettő a levantei területen található. Gezer ellen is zajlott egy hadjárat, a város népességének egy részét Egyiptomba hurcolták.
Thotmesz núbiai utazásáról (a 7. évben) az Asszuántól délre található ún. Konosszó-sztélé tesz említést. Ez valószínűleg nem hadjárat volt, csak rendfenntartó akció az aranyszállítmányokat feltartóztató núbiaiakkal szemben, fegyveres összecsapásra, úgy tűnik, nem került sor. A fáraót családjának számos tagja is elkísérte, köztük Iaret királyné és Amenhotep, a trónörökös.

### Építkezései

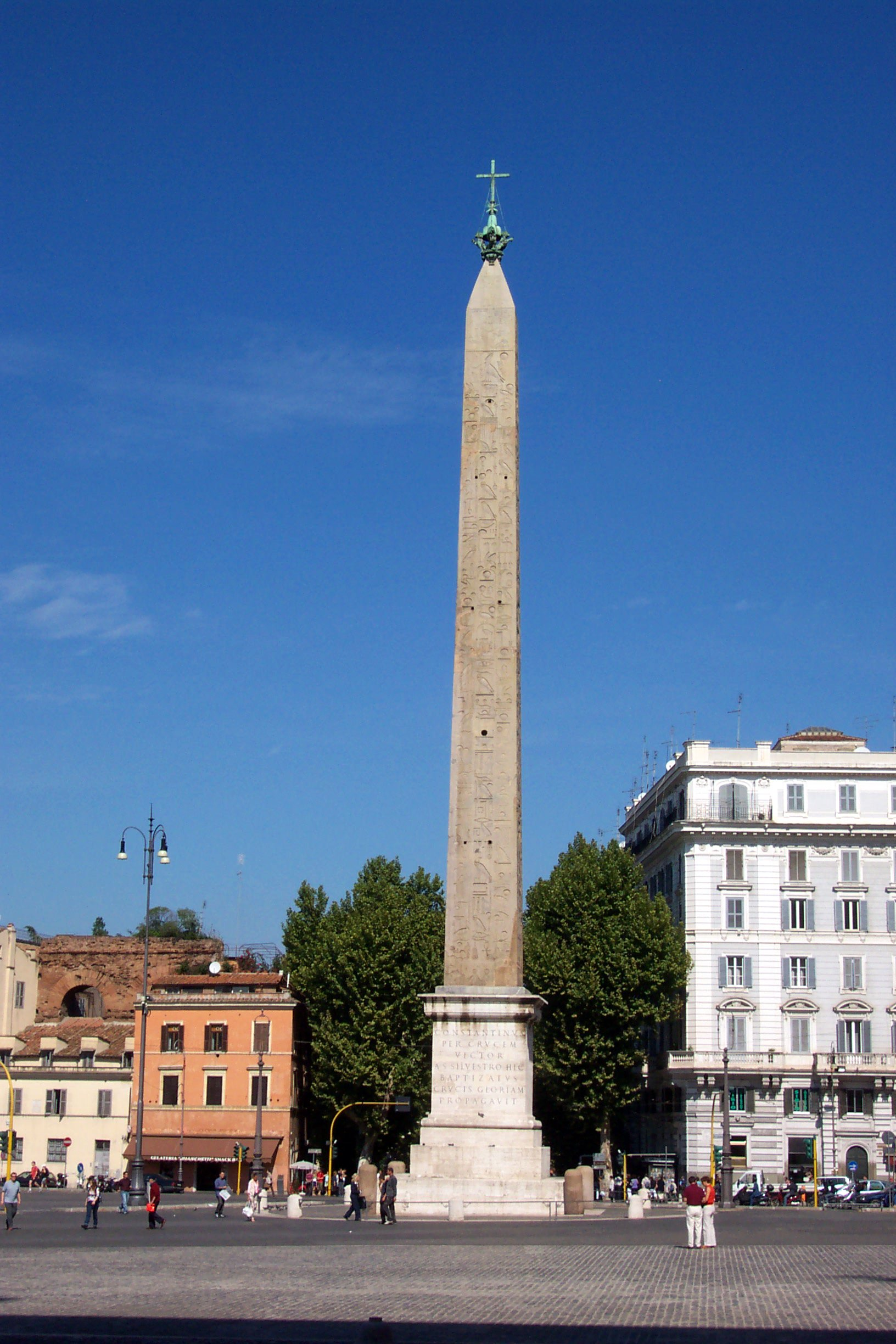
III. Thotmesz obeliszkje, amelyet IV. Thotmesz állíttatott fel, ma Rómában található

Thotmesz uralkodása építkezés tekintetében aktív volt. A karnaki templomban visszaállította Ámon-Ré templomának eredeti, kelet–nyugati tengelyét, az apja által építtetett észak–déli bejárati útvonal helyett. A 4. pülón elé fedett bejárati csarnokot emelt, a feliratok tanúsága szerint ébenfából és merufából, oszlopait elektrum borította. Pár évvel később homokkő oszlopcsarnokot emelt a 4. pülónnál a II. Thotmesz által építtetett udvar elé. Ezzel első szed-ünnepének állított emléket, mellyel nem várta meg a szokásos 30 év leteltét.
Karnakban a III. Thotmesz által építtetett szoláris kultuszhelyen felállíttatott egy obeliszket is, melyet még III. Thotmesznek faragtak ki, és azóta felállítatlan maradt, valamint kis alabástrom bárkaszentélyt építtetett Ámon-Rének.
IV. Thotmesz halotti temploma a később, II. Ramszesz által emelt Ramesszeumtól délnyugati irányban található. A templomba két pülónon át lehet bejutni, emögött oszlopos portikusz található, amin túljutva oszlopcsarnok terül el, emögött található a keresztirányú szentély. A templom mintául szolgált III. Amenhotep halotti templomához és a luxori templomhoz is.
Az építkezésekhez új réz- és türkizbányákat nyittatott a Sínai-félszigeten található Szerábit el-Hádimban. Núbiában az amadai templom elé oszlopcsarnokot emelt.

### Családja
IV. Thotmesz uralkodása alatt a királyi család nőtagjai ismét nagyobb jelentőségre tesznek szert, miután II. Amenhotep uralkodása alatt a háttérbe szorultak. Thotmesz igyekezett azzal is hangsúlyozni azonosságát a napistennel, hogy istennő képében ábrázolt családtagjai – anyja, Tiaa és főfelesége, Nofertari – kíséretében ábrázoltatta magát.
Nem tudni, ki volt az anyja trónörökösnek kijelölt fiának, Amenemhatnak. Amenemhat a 7. uralkodási évben meghalt, és egy mellékfeleség, Mutemwia fia, Amenhotep lett a trónörökös; ugyanebben az évben eltűnt Nofertari királyné is, és Thotmesz húga, Iaret lett az új főfeleség.
A királyi hercegek nevelői, Hekaresu és fia, Hekaerneheh sírjában számos herceget ábrázolnak, de nem pontosan tudni mindegyikről, hogy II. Amenhotep, IV. Thotmesz vagy III. Amenhotep gyermekei voltak, és a neve sem maradt fenn mindegyiknek. Amenemhaton és a későbbi III. Amenhotepen kívül Thotmesznek egy fia azonosítható nagy valószínűséggel, Sziatum herceg, akit leánya, Nebetia múmiájának egy felirata azonosít. Lányai közül Tentamon Thotmesszel nagyjából egyidőben halt meg, és apjával, valamint Amenemhattal együtt temették el. Tiaa és Paihia hercegnőket a XXI. dinasztia idején történt újratemetésükkor azonosító címkével látták el, melyen IV. Thotmesz leányainak nevezik őket, Amenemopet pedig, akit egy Horemheb nevű tiszt sírjában ábrázolnak, nagy valószínűséggel IV. Thotmesz gyermeke, bár Horemheb II. és III. Amenhotep alatt is szolgált, így Amenemopet is lehet bármelyikük lánya.

## Sírja és múmiája

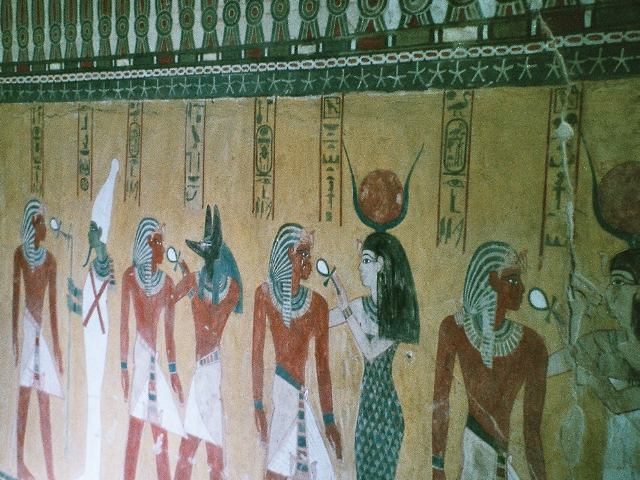
Istenek (balról jobbra: Ozirisz, Anubisz, Hathor) ankhot nyújtanak Thotmesznek

Thotmeszt a Királyok völgyében, a KV43-as sírban temették el, de múmiáját később apja, II. Amenhotep KV35-ös jelű sírjába vitték, ahol Victor Loret fedezte fel 1898-ban.
A KV43-as sír a Királyok völgye délkeleti vádijának déli ágában található, a KV19-es sír fölött. Thotmesz sírja hasonló apjáéhoz. A mélybe vezető, észak–déli irányú lépcsőket és folyosókat követi a rituális aknát tartalmazó helyiség, innen a sír tengelye derékszögben elfordul; egy kétoszlopos helyiséget újabb folyosó és kamra követ (ezek kelet–nyugati irányúak), majd a sír tengelye visszafordul az észak–déli irányba, itt következik a négyoszlopos sírkamra. A rituális akna aljából egy mellékkamra nyílik, mely részben a kétoszlopos helyiség alatt található. A sír díszítése jó állapotban fennmaradt, a királyt istenek társaságában ábrázolja. Az egyik helyiségben egy felirat arról tanúskodik, hogy Horemheb 8. évében megnyitották a sírt, hogy helyreállítási munkálatokat végezzenek rajta. A XXI. dinasztia idején, amikor Thotmesz múmiáját átvitték II. Amenhotep sírjába, a sírt lepecsételték, és megfeledkeztek róla. Howard Carter tárta fel 1903-ban.

## Név, titulatúra
A fáraók titulatúrájának magyarázatát és történetét lásd az Ötelemű titulatúra szócikkben.
| G5 |

| G5 |

| E2 · D40 | t | G43 | t | N28 · Z2s |

| E2 · D40 | t | G43 | t | N28 · Z2s |

| E2 · D40 | t | G43 | t | N28 · Z2s |

| E2 · D40 | t | G43 | t | N28 · Z2s |

| G5 |

| G5 |

| E2 · D40 | t | G43 | t | N28 · Z2s |

| E2 · D40 | t | G43 | t | N28 · Z2s |

| E2 · D40 | t | G43 | t | N28 · Z2s |

| E2 · D40 | t | G43 | t | N28 · Z2s |

| G16 |

| G16 |

| R11 | R11 | M23 | t | i | i | W19 | t · U15 |

| R11 | R11 | M23 | t | i | i | W19 | t · U15 |

| G16 |

| G16 |

| R11 | R11 | M23 | t | i | i | W19 | t · U15 |

| R11 | R11 | M23 | t | i | i | W19 | t · U15 |

| G8 |

| G8 |

| F12 | s | T16 | D46 · r | D44 · T10 | Z3 | Z3 | Z3 |

| F12 | s | T16 | D46 · r | D44 · T10 | Z3 | Z3 | Z3 |

| G8 |

| G8 |

| F12 | s | T16 | D46 · r | D44 · T10 | Z3 | Z3 | Z3 |

| F12 | s | T16 | D46 · r | D44 · T10 | Z3 | Z3 | Z3 |

| M23 | L2 |

| M23 | L2 |

| N5 | mn | L1 | Z3 |

| N5 | mn | L1 | Z3 |

| N5 | mn | L1 | Z3 |

| N5 | mn | L1 | Z3 |

| N5 | mn | L1 | Z3 |

| N5 | mn | L1 | Z3 |

| N5 | mn | L1 | Z3 |

| N5 | mn | L1 | Z3 |

| M23 | L2 |

| M23 | L2 |

| N5 | mn | L1 | Z3 |

| N5 | mn | L1 | Z3 |

| N5 | mn | L1 | Z3 |

| N5 | mn | L1 | Z3 |

| N5 | mn | L1 | Z3 |

| N5 | mn | L1 | Z3 |

| N5 | mn | L1 | Z3 |

| N5 | mn | L1 | Z3 |

| G39 | N5 | \| \| |
|     |    |       |

|  |

| G39 | N5 | \| \| |
|     |    |       |

|  |

| G26 | ms | s |

| G26 | ms | s |

| G26 | ms | s |

| G26 | ms | s |

| G26 | ms | s |

| G26 | ms | s |

| G26 | ms | s |

| G26 | ms | s |

| G39 | N5 | \| \| |
|     |    |       |

|  |

| G39 | N5 | \| \| |
|     |    |       |

|  |

| G26 | ms | s |

| G26 | ms | s |

| G26 | ms | s |

| G26 | ms | s |

| G26 | ms | s |

| G26 | ms | s |

| G26 | ms | s |

| G26 | ms | s |